# Office de la Médecine du travail
Pour les articles homonymes, voir OMT.
L’office de la Médecine du travail (monégasque : Ufiçi d’a medeçina d’u travayu), abrégé OMT, est un service public de la principauté de Monaco créé au XXe siècle.

## Histoire
Le service public est institué par l’ordonnance souveraine no 1857 du 3 septembre 1958. Depuis, chaque nouvel embauché dans la principauté doit passer par l’office pour obtenir le permis de travail.

## Fonctionnement
Comme le définit le cadre juridique qui l’institue,

« L’office de la Médecine du travail a, notamment, pour mission de prévenir toute altération de la santé physique et mentale des salariés du fait de leur travail. À cette fin, il :
1. assure, au moyen d’examens médicaux, le suivi individuel de l’état de santé de chaque salarié, en prenant en considération les risques concernant sa sécurité et sa santé au travail, la pénibilité au travail et son âge ;
2. conseille l’employeur et les salariés afin d’assurer l’adaptation des postes de travail aux salariés, d’éviter ou de réduire les risques professionnels et d’assurer l’hygiène générale de l’entreprise ;
3. observe les conditions et lieux de travail en vue d’identifier les risques professionnels pour adapter le suivi médical des salariés à ces risques ;
4. surveille, en liaison avec l’Inspection du travail, l’hygiène générale de l’entreprise et la sécurité des salariés ;
5. participe, le cas échéant, en liaison avec l’Inspection du travail, à toutes recherches, études et enquêtes, en particulier à caractère épidémiologique, entrant dans le cadre de ses missions. »

— Ordonnance souveraine no 1857 du 3 septembre 1958

## Liste des directeurs
| Date de début     | Date de fin      | Nom                       | Références |
| ----------------- | ---------------- | ------------------------- | ---------- |
| 14 décembre 1973  | 18 décembre 1976 | Alain Michel              | [ 4 ]      |
| 1er décembre 1976 | 18 décembre 1979 | Alain Michel              | [ 5 ]      |
| 22 novembre 1979  | 18 décembre 1982 | Alain Michel              | [ 6 ]      |
| 1er mars 2019     | 28 février 2022  | Pascale Brault (Pallanca) | [ 7 ]      |
| 1er mars 2022     | En cours         | Pascale Brault (Pallanca) | [ 8 ]      |